# War from a Harlots Mouth
War from a Harlots Mouth est un groupe de mathcore allemand, originaire de Berlin. Formé en 2005, le groupe est en pause indéfinie depuis 2013. Le groupe est reconnu pour apporter dans ses compositions de multiples influences allant du death metal au jazz, de la musique militaire au mathcore.

## Biographie
War from a Harlots Mouth (WFAHM) est formé durant l'année 2005. Après le changement de plusieurs membres dont leur bassiste, batteur et un de leurs guitaristes, ils sortent un premier EP en juin 2006 tiré à seulement 50 exemplaires et intitulé Falling Upstairs. La même année ils sortent un split avec Molotov Solution.
En 2007, WFAHM participe à la tournée War of Attrition de Dying Fetus avec d'autres groupes comme Skinless ou Cattle Decapitation. Ils participent également au Never Say Die! Fest avec Ion Dissonance, Dead to Fall et Through the Eyes of the Dead. Toujours en 2007, le groupe rejoint l'écurie de Lifeforce Records, qui signe leur premier album Transmetropolitan. Le groupe se fait alors remarqué par le teint de voix extrêmement criard du chanteur Steffan Gewohnt, chose alors aussi rare dans ce genre que l'incorporation d'éléments jazzy. En septembre, WFAHM rejoint les groupes The Ocean et Intronaut dans leur tournée européenne. Peu de temps après, le chanteur quitte le groupe et est remplacé par celui de The Ocean, Nico Webers. Avec celui-ci au poste de crieur, ils partent en tournée de promotion pour Transmetropolitan accompagnés de Burning Skies.
En 2008, ils jouent avec Psyopus, Left to Vanish et Fuck the Facts durant le Grinding Into Cataclysim Tour puis sortent un autre split CD avec le groupe Dead Flesh Fashion. Le groupe annonce le 28 janvier 2009 la sortie à venir de leur deuxième album In Shoals durant leur participation au Trash and Burn European Tour. WFAM sort leur troisième album intitulé MMX le 29 octobre 2010. L'album, encensé par la critique, est d'abord mis à disposition des auditeurs en streaming avant même toute sortie payante (physique ou iTunes). En juin 2012, le groupe entre aux studios Dailyhero Recordings de Berlin pour enregistrer son quatrième album prévu pour fin 2012 à leur nouveau label, Season of Mist. L'album, intitulé Voyeur, est publié en streaming en octobre 2012. Le groupe se met en pause pour une durée indéfinie en août 2013.
Bien que toujours en pause, le groupe annonce, en avril 2016, une édition spéciale dixième anniversaire de son EP Falling Upstairs, publié en 2006.

## Membres

### Membres actuels
- Daniel Globentrachten - guitare (2005-2013)
- Simon Hawemann - guitare (2005-2006, 2008-2013)
- Filip Heisenberg - basse (2005-2013)
- Paule Seidel - batterie (2005-2013)
- Nico Webers - chant (2007-2013)

### Anciens membres
- Steffen Gewohnt - chant (2005-2007)
- Steve Jones - guitare (2006-2008)

## Discographie

### Albums studio
- 2007 : Transmetropolitan
- 2009 : In Shoals
- 2010 : MMX
- 2012 : Voyeur

### EP
- 2006 : Falling Upstairs

### Splits
- 2006 : Molotov Solution / War from a Harlots Mouth CD/10
- 2007 : Season 1: The Anti-Doctrine/Closed Casket Funeral/Starring Janet Leigh/War from a Harlots Mouth 10
- 2008 : Dead Flesh Fashion / War from a Harlots Mouth
- 2009 : Pentagon. 3 - The Acacia Strain / WFAHM
- 2010 : War from a Harlots Mouth / Burning Skies

### Réédition
- 2016 : Falling upstairs - 10th Anniversary